# Le Mée
Le Mée ist eine Ortschaft und eine ehemalige französische Gemeinde mit 262 Einwohnern (Stand: 1. Januar 2019) im Département Eure-et-Loir in der Region Centre-Val de Loire. Sie gehörte zum Kanton Brou im Arrondissement Châteaudun. Als eigenständige Gemeinde umfasste sie 19,11 Quadratkilometer. 
Le Mée wurde mit Wirkung vom 1. Januar 2017 mit den früheren Gemeinden Charray, Cloyes-sur-le-Loir, Douy, La Ferté-Villeneuil, Autheuil, Montigny-le-Gannelon, Romilly-sur-Aigre und Saint-Hilaire-sur-Yerre zur Commune nouvelle Cloyes-les-Trois-Rivières zusammengeschlossen und übt in der neuen Gemeinde den Status einer Commune déléguée aus. 

## Lage
Nachbarorte sind Thiville im Nordwesten, Lutz-en-Dunois im Norden, Ozoir-le-Breuil im Nordosten, Membrolles im Osten, Verdes im Süden, Charray im Südwesten und La Ferté-Villeneuil im Westen.

## Bevölkerungsentwicklung
| Jahr      | 1962 | 1968 | 1975 | 1982 | 1990 | 1999 | 2008 | 2015 |
| --------- | ---- | ---- | ---- | ---- | ---- | ---- | ---- | ---- |
| Einwohner | 304  | 265  | 265  | 234  | 222  | 209  | 265  | 267  |